# 森下一仁
森下 一仁（もりした かつひと、1951年6月16日 - ）は、日本の作家。SF作家、評論家。

## 来歴
高知県佐川町出身。
高知学芸高等学校卒業。在学中にSF研究会を創立、一年後輩のメンバーに宮脇孝雄がいた。東京大学文学部心理学科卒。在学中は、東大SF研究会、一の日会等に参加。
高知放送に勤務し制作、報道などの仕事を経験する。1978年末に退社し上京。1979年短編『プアプア』で『SFマガジン』よりデビュー。
『SFアドベンチャー』の「森下一仁のショートノベル塾」には、森岡浩之、北野勇作、井上雅彦、鯨統一郎などの常連投稿者がいた。また、川又千秋をひきついで講師をしていた空想小説ワークショップからは浅暮三文、深堀骨がデビューしている。 
谷甲州らとともに、小松左京を中心とした『日本沈没』の第2部執筆プロジェクトに参加。
作家森下雨村の遠縁にあたる。息子にピアニスト森下唯がいる。
日本推理作家協会会員。日本SF作家クラブでは、1994年から1995年に第12代事務局長だったが、2014年に退会。2021年4月に再入会した。
2022年、SFファン活動への功績により柴野拓美章を受章した。日本SF大会で「SF小説創作講座」を続けてきたことが「SFファンダムの活性化に貢献」とされての受賞。

## 著書

### 長編小説
- 『コスモス・ホテル』（ハヤカワ文庫） 1980
- 『ふるさとは水の星』（集英社文庫コバルトシリーズ） 1981
- 『あした・出会った・少女』（集英社文庫コバルトシリーズ） 1982
- 『宇宙人紛失事件』（徳間文庫） 1984
- 『天国の切符』（新潮文庫） 1985
- 『夢の咲く街』（集英社文庫コバルトシリーズ） 1986
- 「森と岩の神話」全5巻（ソノラマ文庫）
  1. 『縄の絆』 1987
  2. 『汚れた太陽』 1988
  3. 『大地の環』 1989
  4. 『虚空の響き』 1990
  5. 『沈む島』 1991
- 『思考転移装置顛末 - ファンタスティックSF』（講談社、Jノベルス） 1987
- 『ラグー 宇宙からやってきたともだち』（高橋葉介絵、ペップ出版） 1990
- 『平成ゲマン語辞典 ショート・ショート傑作集』（双葉社） 1992
- 『初恋のウィーン ヤング・インディ・ジョーンズ6』（文春文庫） 1993
- 『ひとりぼっちの宇宙戦争』（藤子・F・不二雄原作、小学館、スーパークエスト文庫） 1994
- 『「希望」という名の船にのって』（きたむらさとし画、ゴブリン書房） 2010
- 『エルギスキへの旅』（Ptak Books） 2025

### アンソロジー収載の短編
- 「おだやかな侵入」（廣済堂文庫、異形コレクション、『侵略!』） 1998.2
- 「ダッシュ」（文春文庫、『人工知能の見る夢は AIショートショート集』） 2017.5

### 評論
- 『現代SF最前線』（双葉社） 1998
- 『思考する物語 SFの原理・歴史・主題』（東京創元社、Key library） 2000
- 『魔術師大全 古代から現代まで究極の秘術を求めた人々』（双葉社） 2002

### 文庫解説
- 『エスパー魔美』（藤子・F・不二雄、小学館コロコロ文庫） 1996 - シリーズ全6巻の第1巻に掲載

## 共著
- 『The バック・トゥ・ザ・フューチャー Album』（小林裕幸共著、講談社X文庫スペシャル） 1985.12
- 『ザ・香港ムービー』上・下（徳間書店、アニメージュ文庫） 1988.8 - 12
- 『SFへの遺言』（小松左京, 大原まり子, 高橋良平, 石川喬司, 笠井潔, 巽孝之共著、光文社） 1997.6